# 歐洲醫蛭
歐洲醫蛭是一種水蛭。

## 特徵
歐洲醫蛭長20厘米及呈綠色、褐色及綠褐色，背部較深色，腹部較淺色，背上有一條幼的紅紋。牠們有兩個吸盤，分別在身體的兩端。後吸盤是用來作為槓桿；前吸盤有顎及牙齒，用來攝食。牠們有三個顎，每個顎上有約100顆牙齒，可以咬開寄主。當寄主的皮膚被割開後，牠們會注入抗凝固劑（水蛭素）及麻醉劑，並會吸血。大型的成蟲可以一餐就吸入體重10倍的血，平均為5-15毫升。吸完血後，牠們可以達1整年也不吸血。
歐洲醫蛭是雌雄同體的，透過不同性器官的交配來繁殖。牠們會在近水邊及潮濕的地方產卵，卵的數量達50顆。

## 分佈及生態
歐洲醫蛭分佈在差不多整個歐洲，且遍及亞洲的哈薩克及烏茲別克斯坦。牠們喜歡在氣候溫暖充滿泥濘及長滿野草的淡水池及水溝出沒。
於19世紀的過度開發，令牠們的棲息地減少，牠們的分佈地亦因而分散。另一個令牠們減少的原因是在農業上以歐洲牛取代了馬，而歐洲牛亦是飲自來水的，故減少了牠們的食物供應。牠們現正處於易危的狀況。特別在法國及比利時，牠們分散得很稀疏；在英國，牠們就只餘下20個分散的群落。在如美國等非天然分佈地，牠們也有細小的群落。

## 保育狀況
其被列為《瀕危野生動植物種國際貿易公約》（CITES）附錄二的物種，被限制出口及貿易。

## 醫療作用

### 傳統
在中世紀及早期的醫療上，歐洲醫蛭主要是用來清除病人身體內多餘的血液，從而平衡體內的體液。蓋倫認為人體內必須保持體液的平衡，才能正常運作。古時的四種體液包括血液、痰、黑膽汁及黃膽汁。任何令皮膚變紅的疾病都相信是因血液太多所致，故要以歐洲醫蛭來清除。
最早紀錄在醫療用途上使用歐洲醫蛭的是於前200年希臘醫學家尼坎德。這種方法後來在伊本·西那的《醫典》而廣為人知。伊本·西那認為歐洲醫蛭能很有效的放出體內深層的血液。他亦開發了使用歐洲醫蛭來治療皮膚病。於12世紀，Abd-el-latif在手術後使用歐洲醫蛭來清洗組織，在牠們吸走血後，將鹽洒在受影響的部位。但到了19世紀科學昌明以後，歐洲醫蛭就很少被用在治療上。

### 現今
現時在顯微手術上也有用到歐洲醫蛭，牠們可以有效減慢血液凝固，緩和靜脈血壓，並在整形手術中刺激血液循環。治療效用是隨血液從傷口中流出而來的。但問題是在治療期間病人會不斷失血，及有過敏及細菌感染等問題。
由於歐洲醫蛭只有少量的水蛭素，很難從中抽取大量生產。現時會以重組DNA技術來合成水蛭素。

## 外部連結
- Hirudolab
- Medicinal Leech, Turkey （页面存档备份，存于）
- AgroMedic （页面存档备份，存于）